# Paweł Skowroński
Paweł Skowroński är en polsk kanotist.
Han tog bland annat VM-brons i C-2 200 meter i samband med sprintvärldsmästerskapen i kanotsport 2010 i Poznań.